# Felix Bärwinkel

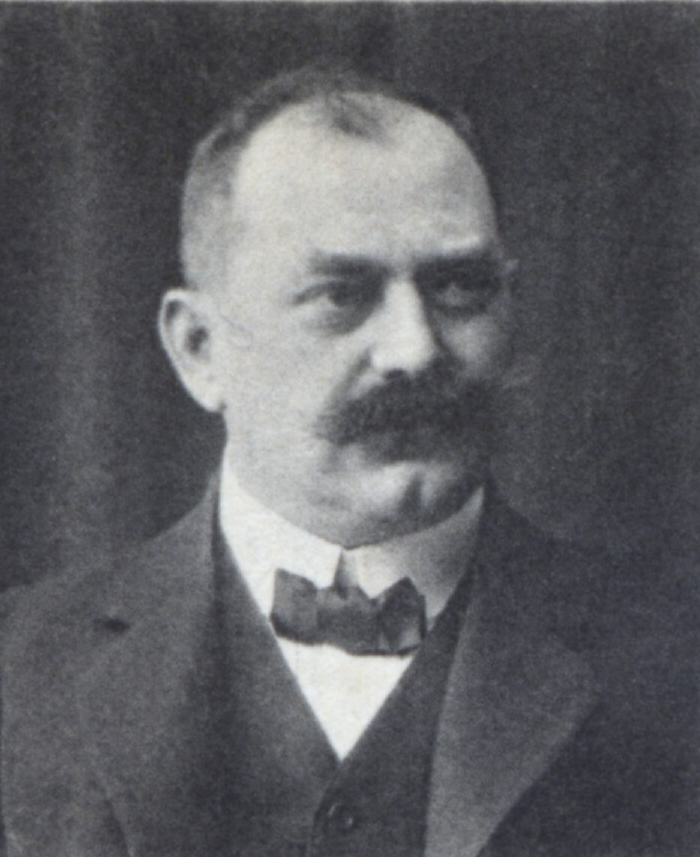
Felix Bärwinkel (1912)

Richard Felix Bärwinkel (* 16. Oktober 1864 in Arnstadt; † 27. Juli 1927 in Sondershausen) war ein deutscher Verwaltungsjurist und Abgeordneter im Reichstag (Deutsches Kaiserreich).

## Leben
Felix Bärwinkel war Sohn von Reinhold Bärwinkel, Präsident vom Landtag (Fürstentum Schwarzburg-Sondershausen). Er 
besuchte die Bürgerschule und das Gymnasium in Arnstadt. Nach dem Abitur studierte er Rechtswissenschaft an der Universität Jena und der Friedrichs-Universität Halle. 1885 wurde er im Corps Saxonia Jena aktiv. Als Inaktiver wechselte er an die Friedrich-Wilhelms-Universität Berlin. Er bestand 1889 die Referendarprüfung und promovierte an der Ruprecht-Karls-Universität Heidelberg zum Dr. iur. Seit 1895 Gerichtsassessor, wechselte er 1897 von der Rechtspflege in die innere Verwaltung. Als Regierungsassessor wurde er 1898 Landrat im Kreis Sondershausen. Er war Leutnant der Reserve im 1. Oberelsässischen Feldartillerie-Regiments Nr. 15 der 42. Division (Deutsches Kaiserreich).
Von 1903 bis 1918 war er Mitglied des Reichstages für den Wahlkreis Schwarzburg-Sondershausen 1 (Sondershausen, Arnstadt, Gehren, Ebeleben) und die Nationalliberale Partei.

## Ehrungen
- Ehrenkreuz von Schwarzburg III. Klasse
- Roter Adlerorden IV. Klasse
- Hausorden vom Weißen Falken, Ritterkreuz
- Regierungsjubiläumsmedaille 1905 (Schwarzburg-Sondershausen)
- Rote Kreuz-Medaille (Preußen) II. Klasse
- Preußische Landwehrdienstauszeichnung II. Klasse.